# Lipnik (Ribnik)
 Lipnik  falu Horvátországban Károlyváros megyében. Közigazgatásilag Ribnikhez tartozik.

## Fekvése
Károlyvárostól 18 km-re északnyugatra, községközpontjától 2 km-re délre fekszik.

## Története
Lipnik plébániáját már 1334-ben említi Ivan goricai főesperes a zágrábi káptalan statutumában. A Szent Illés próféta tiszteletére szentelt plébániatemplom első említése 1668-ban történt. A templom és a plébánia a 17. században az ország egyik jelentős kultúrtörténeti egysége volt. A templomot a 18. század második felében teljesen átépítették. Lipnik legrégibb iskoláját 1856-ban alapították egy Ljudevit Bunjevac földbirtokostól bérelt házban. 
1857-ben 213, 1910-ben 216 lakosa volt. Az. A település trianoni békeszerződésig Zágráb vármegye Károlyvárosi járásához tartozott. 2011-ben 65 lakosa volt.

## Nevezetességei
- Szent Illés próféta tiszteletére szentelt plébániatemploma[2] középkori eredetű, mai formájában a 18. században, 1753 és 1780 között épült. Zömök harangtornyát még 1686-ban építették. Tíz regiszteres orgonáját 1785-ben Josip Alojz Kučer ljubljanai műhelyében készítették. Egyhajós épület, téglalap alaprajzú hajóval, szűkebb központi elhelyezésű szentéllyel, a szentélytől északnyugatra található sekrestyével és a főhomlokzat előtti harangtoronnyal. Az 1914-ben festett belső térben részben fennmaradt a barokk berendezés. Az egyházközséget először 1334-ben említik Ivan főesperes plébániajegyzékében.
- A plébániaház 1719-ben épült. Az épület kétszintes, "L" alaprajzú, a 17. században kőből és téglából épült, bár az erődítmény jellege miatt egy régebbi datálás is lehetséges.

## Lakosság
| Lakosság változása | Lakosság változása | Lakosság változása | Lakosság változása | Lakosság változása | Lakosság változása | Lakosság változása | Lakosság változása | Lakosság változása | Lakosság változása | Lakosság változása | Lakosság változása | Lakosság változása | Lakosság változása | Lakosság változása | Lakosság változása |
| ------------------ | ------------------ | ------------------ | ------------------ | ------------------ | ------------------ | ------------------ | ------------------ | ------------------ | ------------------ | ------------------ | ------------------ | ------------------ | ------------------ | ------------------ | ------------------ |
| 1857               | 1869               | 1880               | 1890               | 1900               | 1910               | 1921               | 1931               | 1948               | 1953               | 1961               | 1971               | 1981               | 1991               | 2001               | 2011               |
| 213                | 220                | 231                | 227                | 219                | 216                | 198                | 229                | 183                | 206                | 171                | 139                | 111                | 121                | 79                 | 65                 |